# Ksenia Milicevic
Ksenia Milicevic (Drinici, Bosanski Petrovac, 1942) è una pittrice, architetto e urbanista francese.

## Biografia

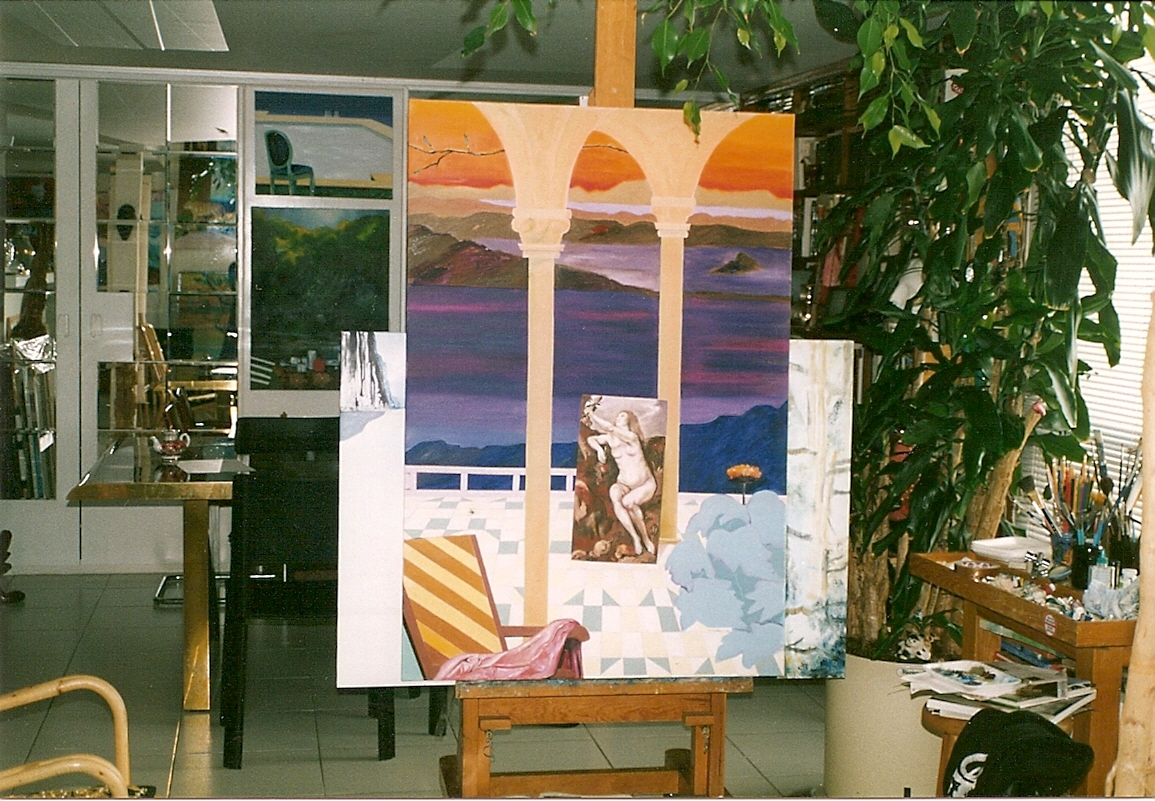
Ksenia MilicevicAtelier Bateau-Lavoir, Parigi - Francia

Nasce in Bosnia Erzegovina, in Jugoslavia, nel corso della Seconda guerra mondiale, da madre statunitense e padre montenegrino. In Ksenia, l'interesse verso la pittura nasce dalla visione dei mosaici e dei dipinti presenti nei monasteri bizantini bulgari, dove, dopo la guerra, i suoi genitori vengono inviati in missione diplomatica. All'età di 15 anni, realizza la sua prima pittura ad olio, un quadro a tematiche "naturali", maturando nel corso del tempo una specifica e personale ricerca.
A partire dal 1959, Ksenia segue le lezioni con il pittore Mika Pertov, ma, dopo aver superato l'esame di licenza liceale, si iscrive presso la Facoltà di Ingegneria di Belgrado. L'anno successivo si iscrive presso la Scuola di Architettura di Algeri dove si diploma nel 1968 in architettura, specializzandosi in pianificazione urbana. Ha inoltre lavorato per un anno con l'équipe dell'architetto Oscar Niemeyer presso l'ECOTEC di Algeri.
Dopo gli studi di architettura si trasferisce in Argentina, lavorando come architetto nella città di Tucuman. Nel 1970 sovraintende alla sua prima mostra personale. Nel 1975, presso l'Università di Tucuman si specializza, diplomandosi in arti plastiche. Dopo diverse esperienze artistiche in Argentina, Francia, Spagna e Messico, Ksenia Milicevic infine, nel 1987, si stabilisce in Francia.
Nel 2011, con una selezione di trenta dipinti di Ksenia Milicevic, viene inaugurato il Museo di Pittura di Saint-Frajou, Haute Garonne. Nel 2014 Ksenia Milicevic ha creato l'Art Résilience.

## Stile
Nel 1965 Ksenia Milicevic è in l'Italia per ammirare le opere dei pittori del Rinascimento, il loro spazio pittorico, le loro prospettive, vedute e gli sfumati. Più tardi, gran parte della sua ricerca si concentra sulla struttura della tela, attraverso nuovi approcci nel campo della matematica, della fisica e della filosofia. L'immagine non è centrata, la prospettiva non è solo il punto di vista di uno spettatore, ma un multiplo all'interno della stessa pittura. I diversi spazi si sovrappongono, vengono combinati diversi elementi e narrazioni. A volte gli oggetti appaiono da altri dipinti, a volte, il trattamento pittorico passa da uno all'altro modo. Eppure, nonostante la molteplicità dei modi, lo spazio non viene mai spezzato, attraverso una pittura che mantiene intatto il suo equilibrio e la sua armonia.

## Mostre

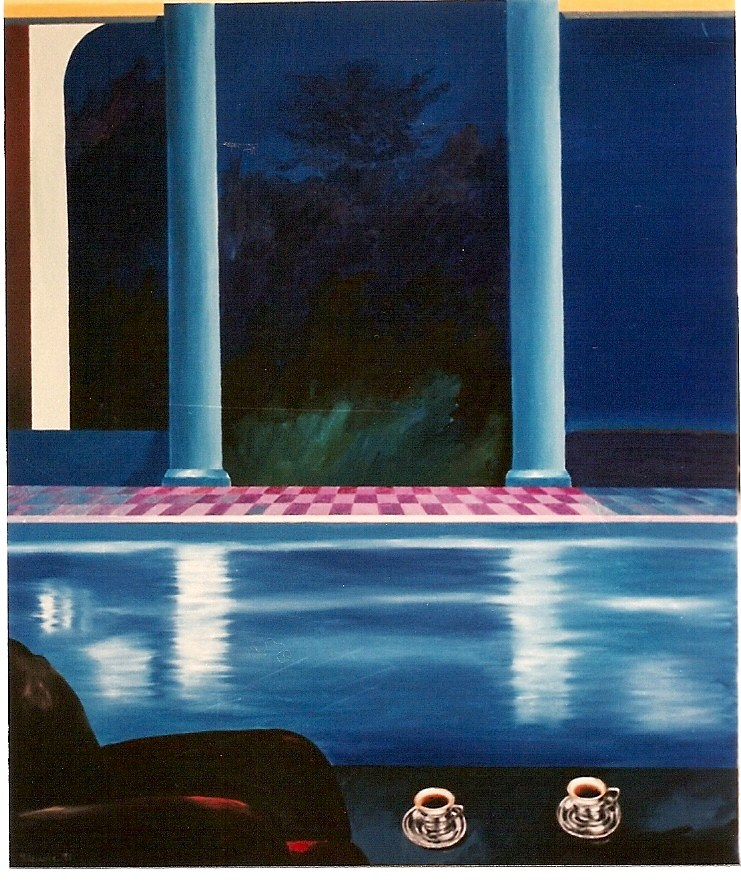
Ksenia Milicevic - Oplontis

- 2024 Galerie Séraphine, Mende, France

- 2023 INEDITOS, Museo de Bellas Artes de Granada, Palacio de Carlos V, Espagne

- 2017 Forum artistique, Aurignac, Haute Garonne
- 2016 Congrès Euro-Méditerranéen, Archives Départementales des Bouches du Rhône - Marseille - Francia
- 2014 Eglise de Montesquieu. Montesquieu - France
- 2011 Inaugurazione della Collezione Permanente. Musée de peinture de Saint-Frajou - Francia
- 2005 Omaggio ad Alberto Magnelli. Mario Marini Museo Pistoia - Italia
- Museo Etrusco. Siena - Italia
- Consiglio Regionale. Firenze - Italia
- Museo del Cluj. Romania
- 1998 Mexican Cultural Center. Brasilia - Brasile
- 1997 Palais des Expositions. Ginevra - Svizzera
- 1996 Fine Art Gallery 20. Parigi - Francia
- 1995 Centro culturale francese. Oslo - Norvegia
- 1993 Centro Culturale di azione. Fort-de-France - Martinica
- 1992 French Alliance. Quito - Ecuador
- 1990 Galleria Wauters. Parigi - Francia
- 1986 French Institute of America Latina. Messico - Messico
- 1984 Palais des Congres. Bruxelles - Belgio
- 1983 Graphic Art Festival. Osaka - Giappone
- 1983 18 pittori francesi, Museo Tamayo. Messico - Messico
- 1982 Galleria Misrachi. Messico - Messico
- 1981 Museo d'Arte Contemporanea. Madrid - Spagna
- 1980 18 ° Mostra Internazionale Joan Miró. Barcellona - Spagna
- 1976 Théâtre du Huitième. Lione - Francia
- 1972 Galleria Lirolay. Buenos Aires - Argentina
- 1970 University Gallery. Tucuman - Argentina

## Collezioni pubbliche
- Museo de Bellas Artes. Granada - Spagna
- Museo d'Arte Contemporanea. Salamanca - Spagna
- Museum of Art Actuel. Ayllon - Spagna
- Museo d'Arte Contemporanea. Segobre - Spagna

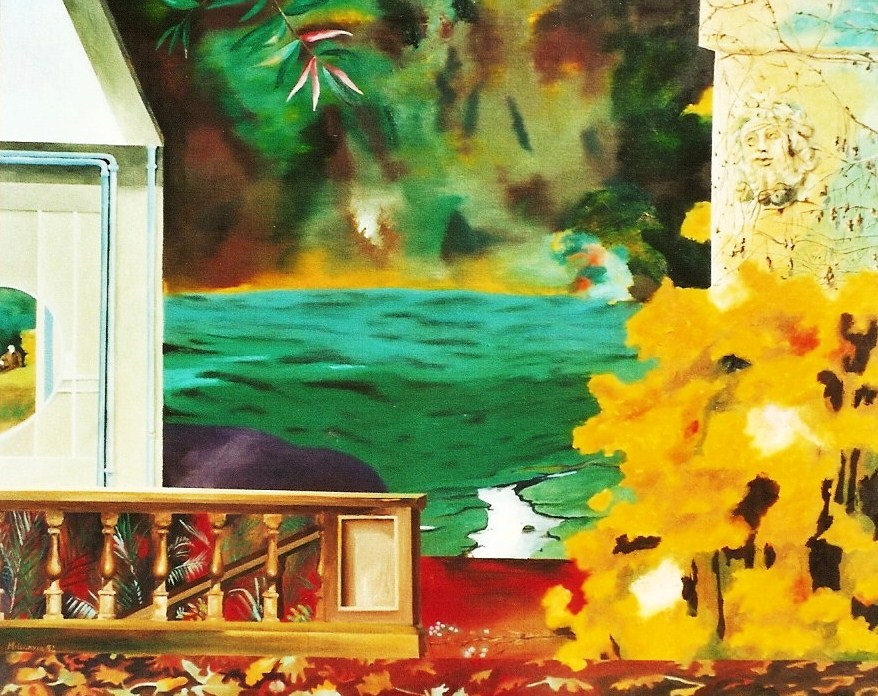
Ksenia Milicevic - Silence de midi

- Museo d'Arte Contemporanea. Malabo - Guinea
- Museo Deifontes. Spagna
- Museo di Armilla. Granada - Spagna
- Museo Municipale. Long - Francia
- Polytechnic Institute. Messico - Messico
- Istituto Francese di Latina. Messico - Messico
- Museo Zarsuela del Monte. Spagna
- Museo Civico. Spilimbergo - Italia
- Fondazione Paul Ricard. Parigi - Francia
- Centro Culturale dell'Ambasciata del Messico. Brasilia - Brasile
- Museo di Pittura di Saint-Frajou, Haute Garonne - Francia
- Collezione di Arte, Alliance Française, Quito, Ecuador

## Scritti di Ksenia Milicevic
- Ksenia Milicevic, Art-confusion.com - De l'image d'art à l'oeuvre d'art, éd. Edilivre, Paris, 2013
- Ksenia Milicevic, Résilience en art et art-thérapie pour la résilience,éd. Edilivre, Paris, 2020
- Ksenia Milicevic, Resilience, ed. Amazon, 2021
- Ksenia Milicevic, Ange du jour - Jeu de divination, ed. Amazon, 2021
- Ksenia Milicevic, Collection Livres participatifs, Apprentissage du dessin 1. Randonnées sous les arbres, 2. Herbarium, 3. Maison au bord de la mer, 4. Lundi au marché, 5.  Maître Corbeau, autoédition, Amazon, 2022
- Ksenia Milicevic, Collection Résilience en Art : 1. Soulage, un trait noir sur la peinture, autoédition, Amazon, 2022, 2. Qui êtes-vous Mr. Duchamp ? autoédition, Amazon, 2022
- Ksenia Milicevic, "60 Artistes du mouvement Art Résilience", autoédition, Amazon, 2024

## Conferenze
Tra novembre 2015 e marzo 2016, Ksenia Milicevic ha dato una serie di cinque conferenze sulla resilienza in arte al Museo di Pittura di Saint-Frajou, Francia.
- Resilienza - un concetto moderno
- Che cosa è l'arte?
- Bellezza - oggettiva o soggettiva?
- L'arte contemporanea - l'incidenza
- La responsabilità dell'artista
- La partecipazione di Ksenia Milicevic alla Conferenza Euromed - Marsiglia: Resilienza nel mondo dei vivi, sotto la presidenza di Boris Cyrulnik, 19-21 maggio 2016, dipartimentali Archives of Bocche del Rodano. L'intervento sulla resilienza nell'arte.[8]
- 2018 - Partecipazione al 4° Resilience World Congress organizzato da Resilio - Associazione internazionale per la promozione e la divulgazione della ricerca sulla resilienza in collaborazione con l'Università Aix-Marseille di Marsiglia (Francia), dal 27 al 30 giugno 2018. Intervento su Resilienza in Arte: Quale terapia artistica per la resilienza?[9][10]
- 2020 - Design, arte applicata e arte plastica nell'era della resilienza, The 6th International Conference of the Faculty of Applied Arts, Helwan University, Cairo, Egypt.